# American Alliance of Museums

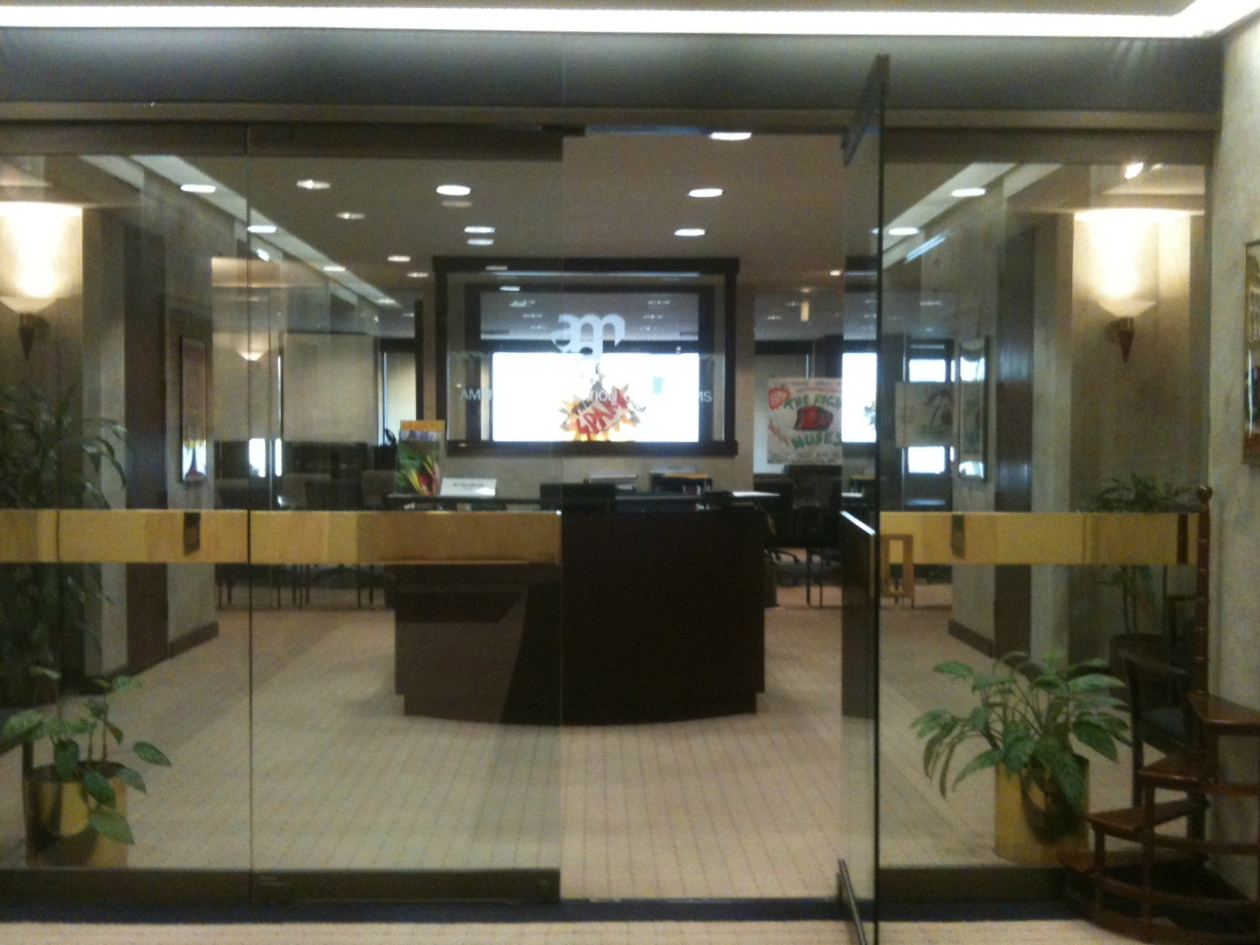
Il sede dell'AAM

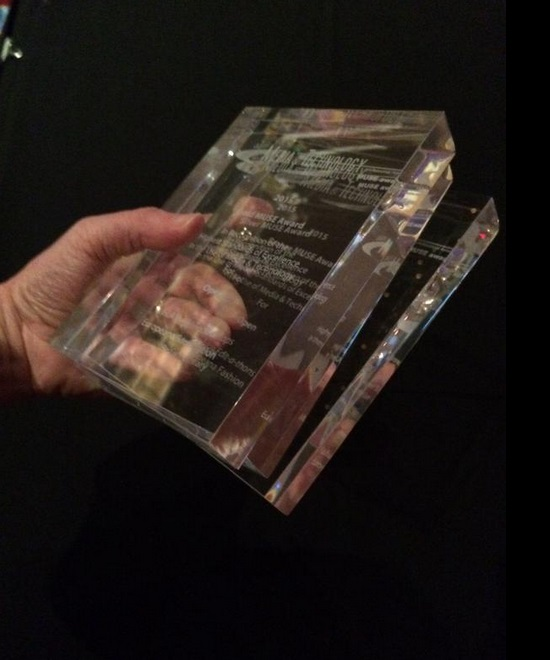
Il premio Muse

L'American Alliance of Museums (AAM) ex American Association of Museums è una organizzazione non-profit fondata nel 1906 che riunisce musei degli Stati Uniti d'America. Essa aiuta in particolare per sviluppare regole e pratiche, per raccogliere e condividere conoscenze e discutere delle questioni riguardanti i musei.
L'AAM è l'unica associazione che rappresenta tutti i musei e il personale professionale e di volontariato che vi lavorano. Ha circa 15.000 membri divisi in circa 3.000 istituzioni come musei di arte, storia, scienza, militare, marittimo, e acquari pubblici, giardini zoologici, orti botanici, arboreti, siti storici e centri di scienza e tecnologia. Ha anche circa 300 membri corporativi.
La sua sede è ubicata a Washington negli uffici della Smithsonian Institution Building.
Nel 2014 alla conferenza della American Alliance of Museums, l'Institute of Museum and Library Services  ha annunciato che sono presenti almeno 35.000 musei negli Stati Uniti.

## Storia
- 1906 - Fondazione
- 1911 - Pubblicazione del servizio di directory  di musei americani in nord e sud
- 1923 - Istituzione della sede a Washington DC
- 1925 - Adozione di un codice etico per i lavoratori dei musei
- 1961 - Pubblicazione di un nuovo servizio di directory di 4600 istituzioni
- 1964 - Inclusione dei musei del National Arts e lo sviluppo culturale Act
- 1966 - Museo Nazionale Act of Adoption
- 1976 - Adozione di una nuova costituzione
- 2009 - Adozione del piano strategico The Spark.
- 2012 - Nome cambiato in "American Alliance of Museums"
- 2015 - Laura L. Lott, Presidente (2015-)

## Premio Muse
I premi Muse vengono assegnati ai progetti prodotti da o per una GLAM, e possono includere siti web, podcast, installazioni multimediali, giochi, chioschi interattivi, applicazioni e molti altri ancora. Il premio è suddiviso in 14 categorie. Ogni categoria premia quattro livelli: oro, argento, bronzo o menzione d'onore.